# براد كوخر
براد كوخر (بالإنجليزية: Brad Kocher)‏ هو لاعب كرة قاعدة أمريكي، ولد في 16 يناير 1888 في وايت هافن في الولايات المتحدة، وتوفي بنفس المكان في 13 يناير 1965.

## وصلات خارجية
- براد كوخر على موقعبيزبول رفرنس.كوم (الدوري الرئيسي) (الإنجليزية)
- براد كوخر على موقعبيزبول رفرنس.كوم (الدوري الثانوي) (الإنجليزية)